# Aglaodiaptomus pseudosanguineus
Aglaodiaptomus pseudosanguineus is een eenoogkreeftjessoort uit de familie van de Diaptomidae. De wetenschappelijke naam van de soort is voor het eerst geldig gepubliceerd in 1921 door Turner.